# Kratzer (Berg)
Der Kratzer ist ein 2428 m hoher mehrgipfliger Berg in den Allgäuer Alpen.
Er liegt südwestlich der Kemptner Hütte. Von Oberstdorf aus macht er den Eindruck einer
Felsruine.
Auf den Kratzer führt kein markierter Weg. Der leichteste Anstieg erfolgt von Süden
über Schrofengelände und erfordert Trittsicherheit und Gewandtheit und ist auch als Skitour machbar. Die schwierigeren
Klettertouren durch die Nordwand des Kratzers werden kaum mehr begangen, auch aufgrund des
brüchigen Gesteins.

## Bilder

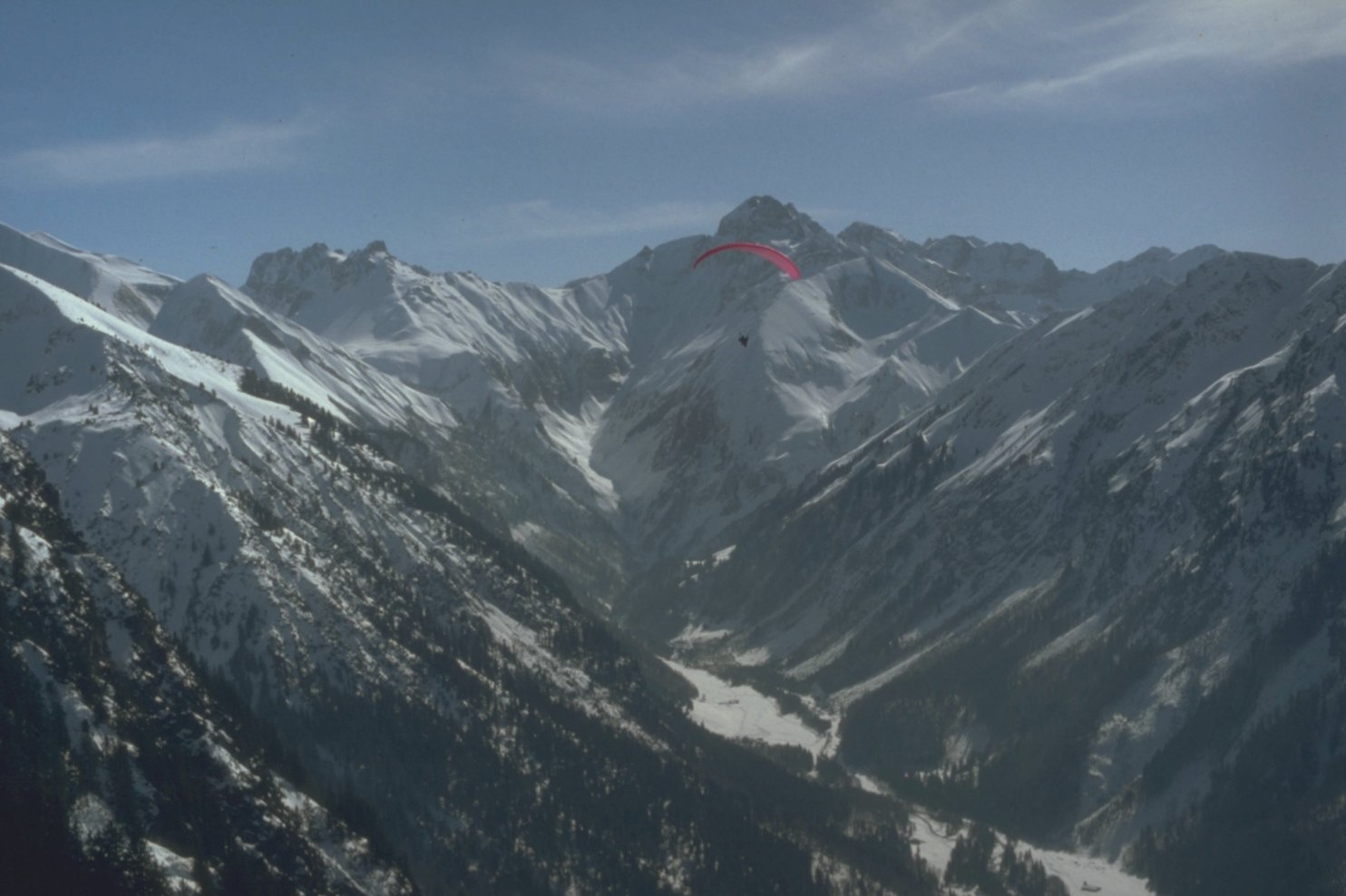
Kratzer (Felsberg im linken Bereich des Bildes) vom Vorderen Riffenkopf. Der Berg über dem Gleitschirm ist die Trettachspitze
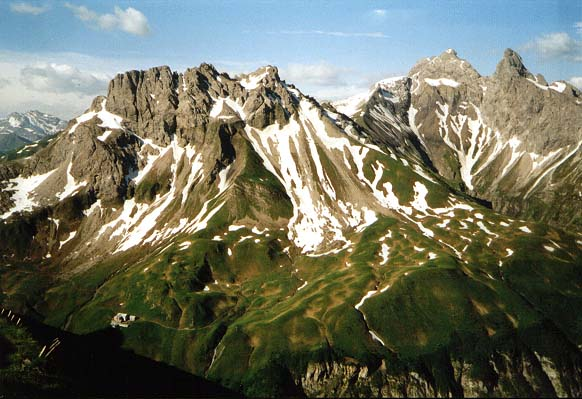
Kratzer von Norden, vom Weg zum Fürschießer
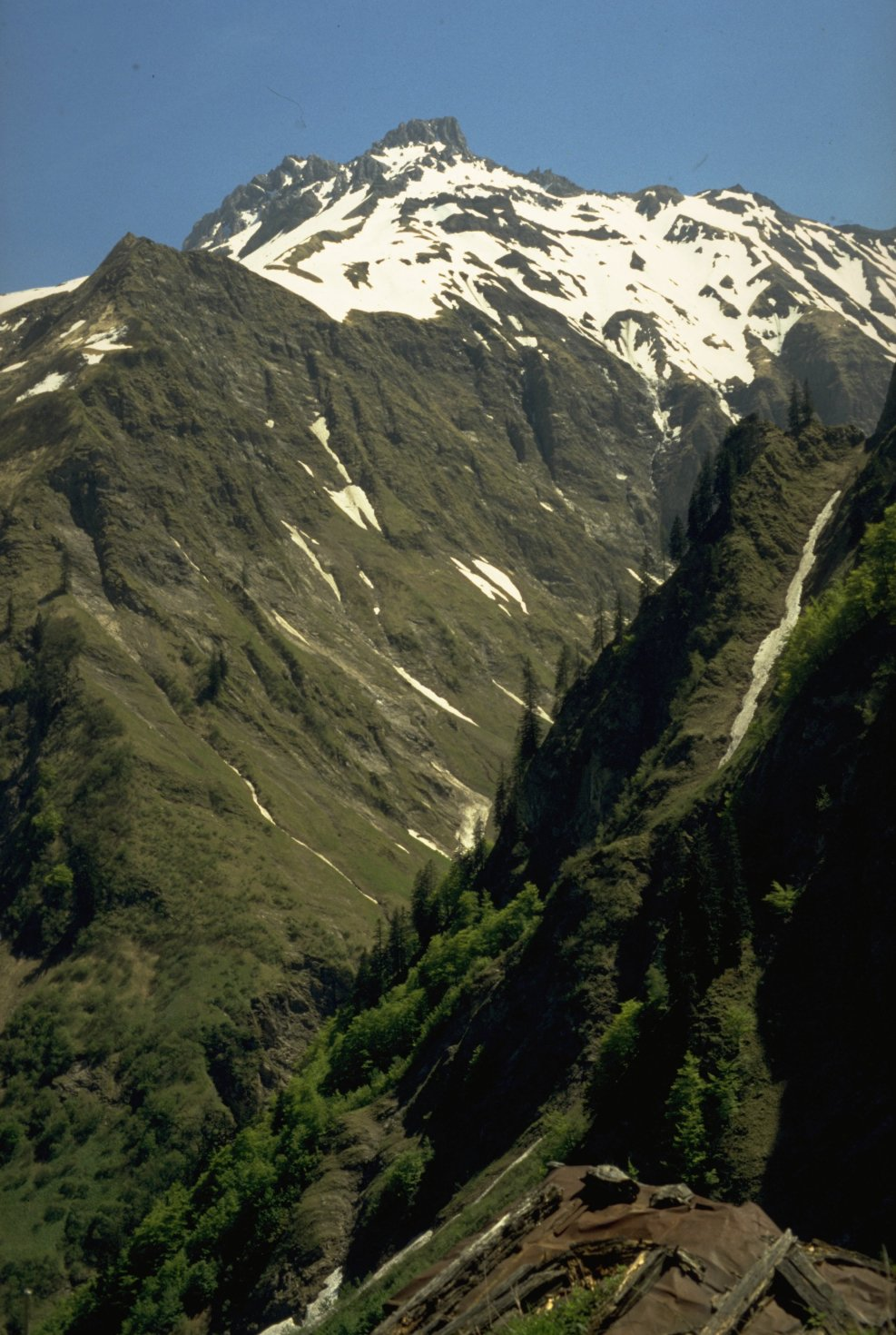
Kratzer mit Mädelekopf links unterhalb von Nordwesten aus dem Gebiet der Alpe Untermädele